# Elke raaf pikt
Elke raaf pikt (Frans: Le vol du corbeau) is een Franse stripreeks die begonnen is in september 2002 met Jean-Pierre Gibrat als schrijver en tekenaar. De strip speelt in de Tweede Wereldoorlog.

## Albums
Alle albums zijn geschreven en getekend door Jean-Pierre Gibrat en uitgegeven door Dupuis.
1. Elke raaf pikt deel 1
2. Elke raaf pikt deel 2